# Leona (Texas)

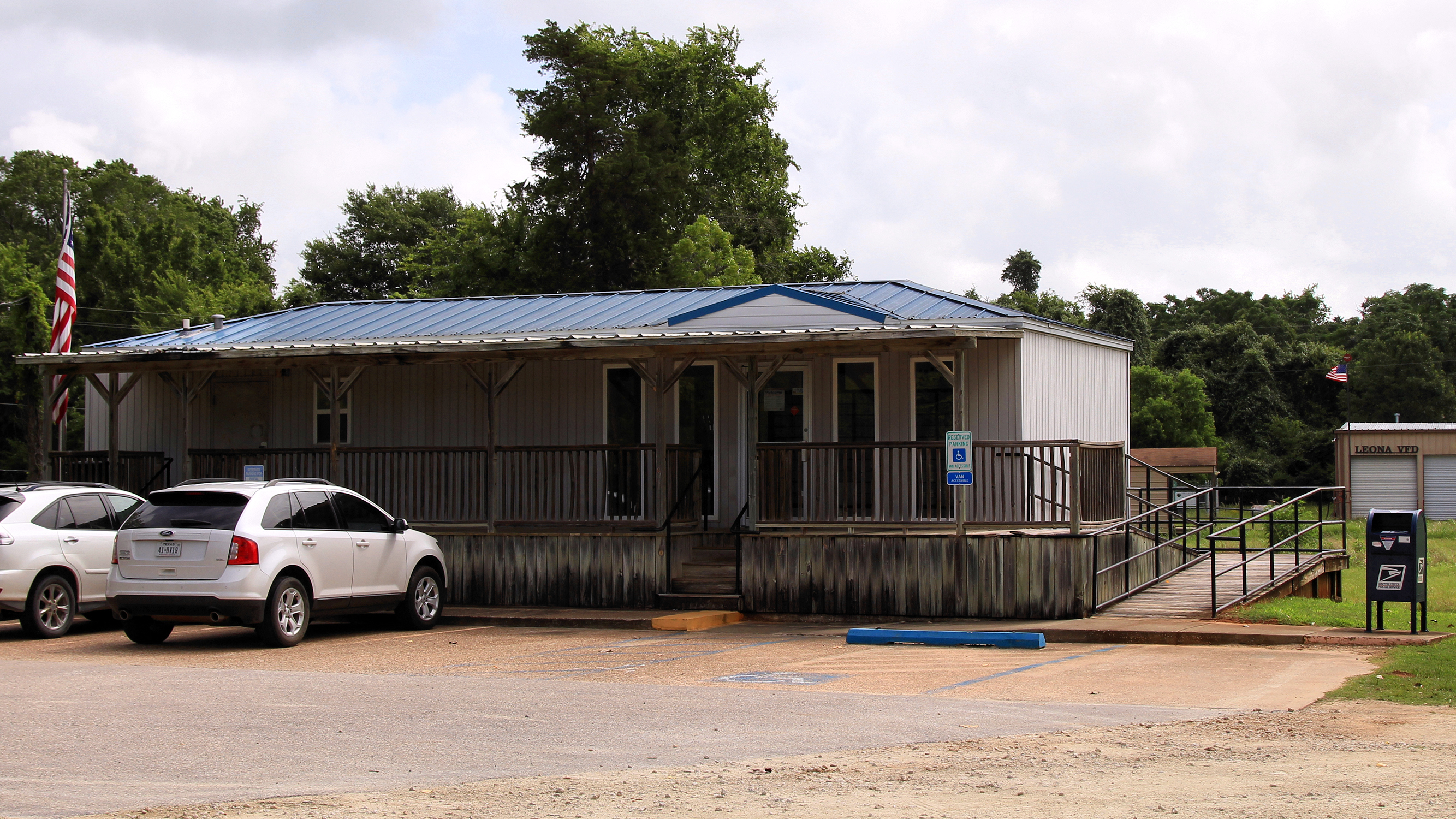
Bureau de poste de Leona, Texas

Pour les articles homonymes, voir Léona.
La ville de Leona est située dans le comté de Leon, dans l’État du Texas, aux États-Unis. Sa population s’élevait à 175 habitants lors du recensement de 2010, estimée à 179 habitants en 2016.

## Personnalité liée à la ville
Le guitariste de blues et chanteur Albert Collins est né le 1er octobre 1932 à Leona.

## Source
- (en) Cet article est partiellement ou en totalité issu de l’article de Wikipédia en anglais intitulé « Leona, Texas » (voir la liste des auteurs).